# 山靛属
山靛属（学名：Mercurialis）是大戟科下的一个属，为一年生草本或根茎多年生植物。该属共有8种，分布于地中海区、欧洲和东亚。